# Турумбет
Турумбе́т (рос. Турумбет, башк. Төрөмбәт) — село у складі Аургазинського району Башкортостану, Росія. Адміністративний центр Турумбетівської сільської ради.
Населення — 559 осіб (2010; 573 в 2002).
Національний склад:
- башкири — 99%

## Відомі люди
- Рашит Назар (нар. 1 листопада 1944—14 жовтня 2006) — видатний башкирський поет. Уродженець села, тут і похований.